# Cestrum pacayense
Cestrum pacayense är en potatisväxtart som beskrevs av Francey. Cestrum pacayense ingår i släktet Cestrum och familjen potatisväxter. Inga underarter finns listade i Catalogue of Life.